# Јоаким Перендија
Јоаким Перендија (Општина Чајниче, 22. септембар 1888 — Касиндо, Општина Источна Илиџа, 5. јул 1947) био је ветеринар и један од најактивнијих чланова Друштва за народно просвјећивање и чување здравља "Филип Вишњић", као и један од оснивача Библиотеке „Филип Вишњић“ уз Др Војислава Кецмановића, Михајла Богдановића и Николу Мачкића.

## Биографија
Рођен је у Чајничу, у српској породици родом из Црне Горе. Гимназију је учио У Сарајеву и Сремским Карловцима, а ветеринаске науке у Бечу, у Аустрији, и у Берну, У Швајцарској. У Бечу је 1911. године положио докторат из ветеринаских наука и вратио се у своју Босну гдје је краће вријеме службовао у неколико мјеста: Коњиц, Дрвар, Маглај, Брчко, а онда крајем 1919. године, непосредно послије стварања Краљевине СХС, дошао У Бијељину, гдје је остао до краја свог живота.
Са завршеним докторатом из ветеринарских наука, а имајући у виду његову научну афирмацију и репутацију коју је стекао објављеним радовима из струке у стручним часописима, више пута му је нуђено да пређе на катедру Ветеринсаког факултета за професора, али је то упорно одбијао. Није желио да иде са врела живота, него је овдје хтио да буде у центру и природи свих збивања гдје је могао једино успјешно да дјелује. Међутим, иако је био просторно удаљен од научних центара, то му није сметало да буде стално у вези са научним установама у земљи и иностранству. Посједовао је богату личну стручну и белетристичку библиотеку, али је из научних центара добијао стручне публикације из којих је много много иновација и открића, лијепих и корисних проналазака, примјењивао у својој пракси, а наручито открића и проналаске из Швајцарске, гдје је у то вријеме примјењена ветерина била на највишем степену.
Као човјек са напредним погледима, а знајући да се друштво без просвјете и кулутуре не може кретати напријед, он се одмах по доласку у Семберију свом снагом укључио у културно-просвјетне активности средине ношен хуманистичким идејама и учењем Томаша Масарика. Радећи на оставрењима тих идеја, др Перендија један је од чланова у Друштву за народно просвјећивање и чување здравља "Филип Вишњић", када неуморно по селима држи предавања, приказује слике, говори о ветеринаској заштити, здраственом просвејћивању - другом ријечју, ставља своје знање у примјени научних достигнућа. Такође, дао је свој допринос у оснивању Библиотеке "Филип Вишњић". С обзиром на то да је био човјек крхког здравља, њежне конституције и ограничених физичких могућности, др Перендија се разболио од туберкулозе. Након неуспјешног покушаја лијечења, умро је 1947. године Касиндолу код Сарајева.